# Rifugio Aquileia
Il rifugio Aquileia è un rifugio alpino delle Dolomiti situato nel comune di Selva di Cadore (BL),  in val Fiorentina, a quota 1.583 m s.l.m.
Si trova alla base del Mont del Fen (1966  a nord-ovest rispetto al Monte Pelmo (3168 m), in prossimità del Passo Staulanza.